# Теодосій (Вислоцький)
Теодосій Вислоцький (пол. Teodozy Wisłocki; 23 лютого 1738, околиці Нового Сонча — 28 квітня 1801, Супрасль) — церковний діяч Речі Посполитої, василіянин, архимандрит Супрасльського Благовіщенського монастиря, перший єпископ Супрасльської єпархії Руської унійної церкви у 1799—1801 роках.

## Життєпис

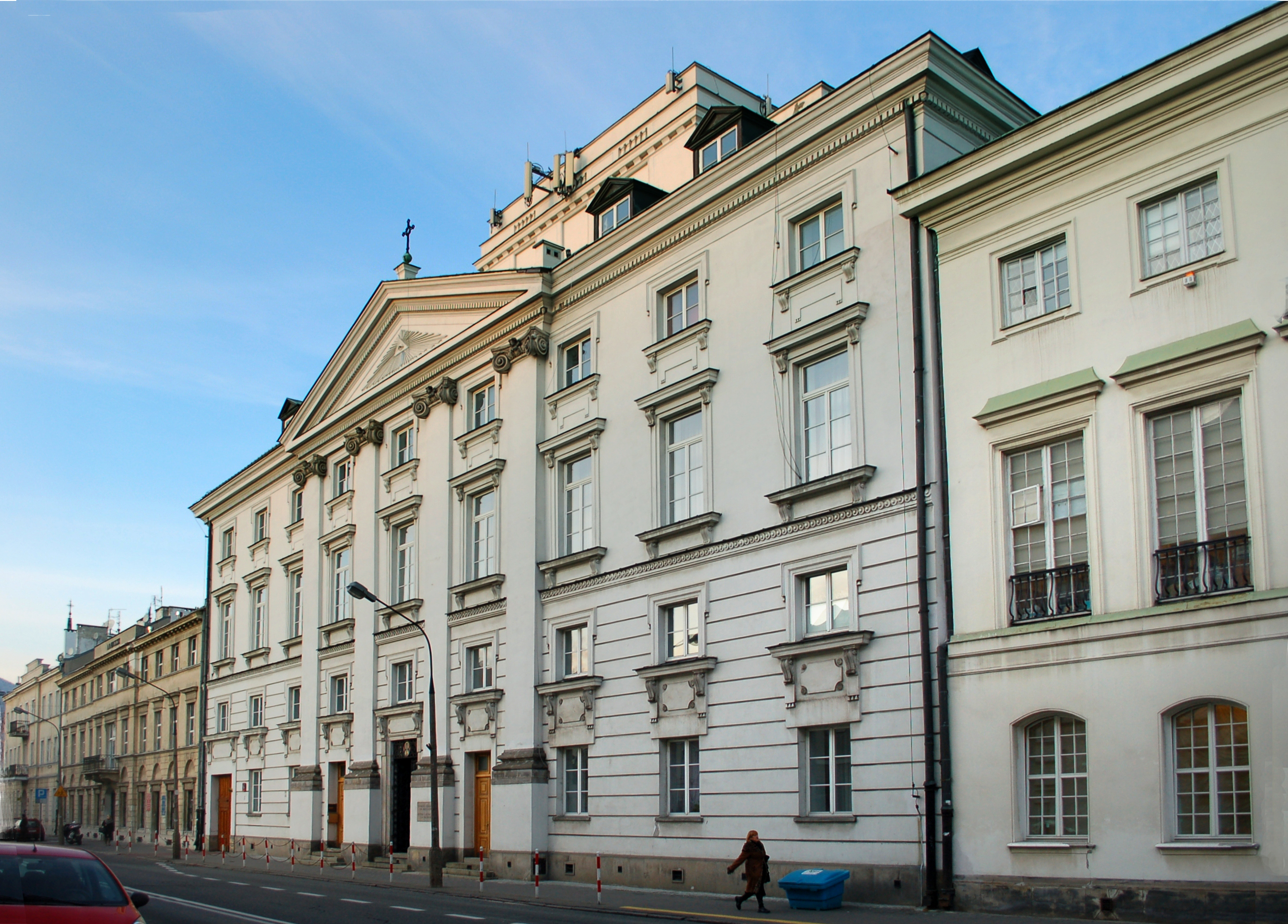
Василіянський монастир у Варшаві. Сучасний стан

20 червня 1778 року обраний з-посеред супрасльських василіян на архимандрита. Формально гідність настоятеля монастиря (архимандрита) перебрав щойно 6 березня 1786 року, по довголітніх стараннях у коляторів Ходкевичів, унійного митрополита та апостольського нунція і представників королівської партії.
Освіту здобував у студійних монастирях Чину, а також у єзуїтських колегіях: 2 роки у Львові й 2 роки у Варшаві. Студії завершив із титулом доктора філософії. Автор книги. Науковий вклад Вислоцького оцінив король Станіслав Август Понятовський коли нагороджував його Орденом Святого Станіслава. У філософських поглядах був радше прихильником традиційного напрямку, ніж тогочасних просвітницьких тенденцій. Коли один із ченців, а саме префект друкарні о. Мелетій Оссуховський переклав і опублікував накладом 1000 екземплярів книгу під назвою «Wychowany człowiek w prawie natury», архимандрит Вислоцький наказав її спалити. Така ревність і підготовленість сприяли тому, що митрополит Ясон Смогожевський іменував архимандрита Вислоцького цензором унійних книг. Теодосій Вислоцький окрім настоятельства над василіянським монастирем у Супраслі, був також настоятелем філіальних монастирів у Варшаві (вул. Мйодова), в Кузниці, а від 12 серпня 1796 року монастиря в Дорогичині (раніше Дорогичинський монастир підлягав протоархимандритові василіян, під юрисдикцію якого не входила Супрасльська архимандрія — єдиний із таким статусом василіянський осередок). За його настоятельства 12 травня 1781 року в присутності короля і апостольського нунція Джованні Андреа Аркетті вмурований наріжний камінь під будівництво філіального комплексу з церквою Успіння Пресвятої Богородиці у Варшаві (проект королівського архітектора Домініка Мерліні). Монастир у Варшаві був посвячений 25 серпня 1784 року. До сьогодні Варшавський монастир є осідком василіянського протоігумена Польської провінції Покрови Пресвятої Богородиці. Вже як єпископ, Вислоцький заснував у 1800 році унійну парафію в Супраслі, яка опікувалася католиками обох обрядів.
Був активним прихильником повстання Тадеуша Костюшка і від імені монастиря передав повстанцям 33 кг срібла, а потім ще й надав позику 13 тисяч злотих.

### Єпископ Супрасльський

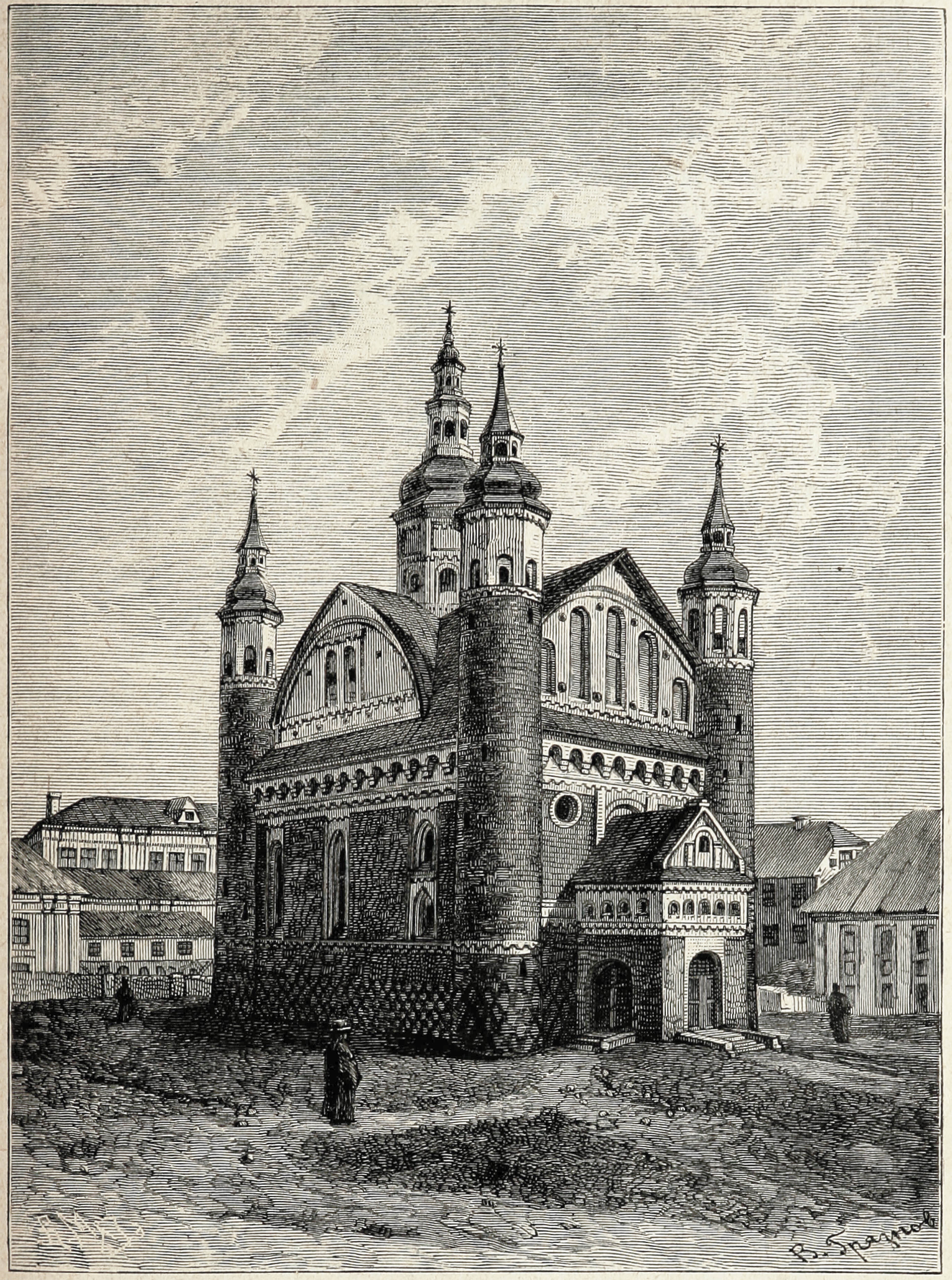
Супрасльський Благовіщенський монастир, 1890

Після ІІІ поділу Речі Посполитої, митрополит Ростоцький листом від 6 жовтня 1796 року підніс Теодосія Вислоцького до гідності генерального офіціала для всіх вірних Унійної Церкви в Новій Східній Пруссії. По заснуванні Супрасльської унійної єпархії, 27 листопада 1797 року Плоцький єпископ Онуфрій Каєтан Шембек отримав від Апостольської Столиці доручення провести інформаційний процес стосовно Вислоцького як кандидата на уряд першого єпископа Супрасльської єпархії. Папською буллою Пія VI «Apostolicum officium» від 27 березня 1799 року номінований єпископом. 27 квітня 1800 року у Варшаві відбулася єпископська хіротонія Вислоцького, яку звершив римо-католицький єпископ Ян Альбертранді. З цієї нагоди Супрасльська друкарня видала спеціальний відкритий лист. Служіння нового єпископа тривало тільки рік і 13 днів. Завжди безкомпромісно виступав на захист свого обряду і Церкви.
Єпископ Супрасльський Теодосій Вислоцький помер у Супраслі близько півночі 28 квітня 1801 року (10 травня за новим стилем). Похований був у монастирській церкві Благовіщення Пресвятої Богородиці в Супраслі, що була тоді катедральним храмом Супрасльської єпархії. У монастирському пом'янику після смерті ієрарха з'явився наступний запис старо-руською мовою: «1801 року м[еся]ца апреля 28 [чыли 10 мая], ночю к 12 часе преставил[]ся Преосвященный Епископ Супрасльский Кир Теодосий Вислоцкий, иже в прежде администратором архимандрии от року 1780 до року 1793. Архимандритом от 1793 до року 1800 и чрез еден рок и дни 13 Епископом Супрасльским. Погребен есть в гробнице ктыторском в церкве на левой стране. Да будет Ему вечная память».